# آناتولیا یغیان
آناتولیا بنیامینی یغیان (ارمنی: Անատոլիա Բենյամինի Եղյան؛ انگلیسی: Anatolia Yeghian؛ ۱۳ مهٔ ۱۹۱۲ – ۲۱ آوریل ۱۹۹۹) یک بازیگر اهل ارمنستان بود. وی بین سال‌های ۱۹۳۹ تا ۱۹۶۶ میلادی فعالیت می‌کرد.

## زندگی‌نامه
وی در ۱۳ مه ۱۹۱۲ به دنیا آمد . وی در فرهنگستان دولتی تئاتر سوندوکیان فعالیت می‌کرد. وی همچنین برندهٔ جوایزی همچون جایزه استالین، هنرمند شایسته ارمنستان شوروی (۱۹۶۲) و جایزه استالین (۱۹۵۲) شده است. وی در ۲۱ آوریل ۱۹۹۹ در سن سالگی در ایروان درگذشت.

## گزیده فیلمشناسی
از فیلم‌ها یا برنامه‌های تلویزیونی که وی در آن نقش داشته است می‌توان به افراد مزرعه اشتراکی ما (۱۹۳۹) اشاره کرد.